# Gaussova lema o Eulerovoj funkciji
Gaussova lema o Eulerovoj funkciji rezultat je u teoriji brojeva koji je dokazao veliki njemački matematičar Carl Friedrich Gauss u 19. stoljeću. Lema je poznata po tome što omogućuje lakše računanje Eulerove funkcije. 
Lema tvrdi da je {\displaystyle \sum _{d\mid n}\varphi (d)=n}, gdje suma prolazi skupom svih pozitivnih djelitelja od {\displaystyle n}.
Odnosno, zbroj vrijednosti Eulerove funkcije u svim pozitivnim djeliteljima nekog prirodnog broja upravo je jednak tom broju.
Gauss je svoj dokaz izveo rabeći se metodama teorije grupa.[nedostaje izvor] Dokaz ispod blizak je njegovom, iako je elementarniji i podrobniji.

## Dokaz leme
Neka su {\displaystyle d_{1}=1<d_{2}<...<d_{k}=n} pozitivni djelitelji broja {\displaystyle n}. Prirodne brojeve od {\displaystyle 1} do {\displaystyle n} razvrstajmo u {\displaystyle k} (pod)skupova: {\displaystyle D_{1},D_{2},...,D_{k}} tako da za sve brojeve {\displaystyle x_{i}} u skupu {\displaystyle D_{i}} vrijedi {\displaystyle M(x_{i},n)=d_{i},} tj. u {\displaystyle i}-tu skupinu ćemo svrstati sve prirodne brojeve od {\displaystyle 1} do {\displaystyle n} kojima je mjera s  {\displaystyle n} upravo jednaka djelitelju {\displaystyle d_{i}.} Uočimo da ovom podjelom nijedan skup nije ostao prazan (jer skup {\displaystyle D_{i}} očito sadrži barem jedan element, {\displaystyle d_{i},} zbog toga što je {\displaystyle M(d_{i},n)=d_{i}}) te neki prirodni broj {\displaystyle a\in \{1,2,...,n\}} očito pripada nekom skupu {\displaystyle D_{i}} i nijednom drugom skupu {\displaystyle D_{j}} (za {\displaystyle i\neq j}) jer općenito vrijedi {\displaystyle M(a,b)=l_{1},M(a,b)=l_{2}\implies l_{1}=l_{2}.}
Promotrimo sada neki fiksirani skup {\displaystyle D_{i}.} Njegovi su elementi redom {\displaystyle x_{1}=d_{1}\cdot 1,x_{2}=d_{1}\cdot y_{2},...,x_{m}=d_{1}\cdot y_{m}.} Očito je maksimalna moguća vrijednost {\displaystyle y_{m}} jednaka {\displaystyle {\frac {n}{d_{i}}}} (jer promatramo brojeve samo u {\displaystyle \{1,2,...,n\}}), a ona se postiže samo ako je {\displaystyle n=1}). Očito je {\displaystyle M(y_{i},{\frac {n}{d_{i}}})=1} jer inače mjera brojeva {\displaystyle d_{1}y_{i},n} ne bi bila {\displaystyle 1.} S druge strane, kada članove skupa {\displaystyle S_{\frac {n}{d_{i}}}} pomnožimo s {\displaystyle d_{i}} dobit ćemo brojeve kojima je mjera s n jednaka {\displaystyle d_{i}} jer vrijedi općenito {\displaystyle M(a,b)=1\iff M(ac,bc)=c} pa će ti brojevi biti elementi skupa {\displaystyle D_{i}} te je očito {\displaystyle |D_{i}|=\varphi ({\frac {n}{d_{i}}}).}
Očito je {\displaystyle {\frac {n}{di}}=d_{j}}, odnosno kada {\displaystyle n} podijelimo s nekim njegovim djeliteljom rezultat je opet neki njegov djelitelj, a kako je {\displaystyle |D_{1}|+|D_{2}|+...+|D_{k}|=n,} slijedi {\displaystyle \varphi ({\frac {n}{d_{1}}})+\varphi ({\frac {n}{d_{2}}})+...+\varphi ({\frac {n}{d_{k}}})=n,} što je i trebalo dokazati.

## Primjer
Uzmimo {\displaystyle n=12.} Pozitivni djelitelji broja 12 su redom {1, 2, 3, 4, 6, 12}. Raspodijelimo prirodne brojeve od 1 do 12 na gore opisani način: 
{\displaystyle D_{1}=\{1,5,7,11\},D_{2}=\{2,10\},D_{3}=\{3,9\},} {\displaystyle D_{4}=\{4,8\},D_{5}=\{6\},D_{6}=\{12\}.}
Promotrimo primjerice skup {\displaystyle D_{2}=\{2\cdot 1,2\cdot 5\}.} Kako je {\displaystyle 12=2\cdot 6} mora biti {\displaystyle M(1,6)=M(5,6)=1,} što vrijedi. I s druge strane svi brojevi manji od 6 i relativno prosti s 6 se pojavljuju kao drugi faktor u umnošku {\displaystyle 2\cdot 1,2\cdot 5.} Slično vidimo za ostale {\displaystyle D_{1},D_{3},D_{4},D_{5},D_{6}.}